# 1982년~1989년 MBC 청룡 시즌
MBC 청룡(MBC Chungyong)은 대한민국 서울특별시를 연고지로 한 프로 야구팀이었다. KBO 소속으로, 홈 구장으로 잠실야구장을사용했다
1982년 1월 26일에 창단되었고, 1982년 3월 27일 동대문야구장에서 삼성 라이온즈를 상대로 프로 야구 첫 경기를 치렀다. 이 날 경기에서 연장 10회 말 삼성의 투수 이선희를 상대로 이종도가 끝내기 만루 홈런을 터뜨리면서 11:7로 극적인 승리를 거둬, KBO 리그 사상 최초의 승리팀으로 기록되었다.
1983년 후기 리그에서 우승을 차지하면서 한국시리즈에 진출했으나, 해태 타이거즈에게 1무 4패로 무릎을 꿇으면서 준우승을 차지했다. 하지만 이 해의 기록 이외에는 단 한 번도 포스트 시즌에 진출한 적이 없었고 주로 중위권에 머물렀다. 그러나 폭발적인 팬심은 가히 상상을 초월했다고 볼 수 있었다.
1989년 12월 14일 MBC 문화방송 노-사간 합의에 의하여 MBC 청룡을 매각하기로 의결했고, 1990년 1월 18일 럭키금성 그룹이 130억 원에 인수하여 3월 15일부터 LG 트윈스로 개명했다.

## 1982년
- 전기 3위, 후기 3위, 통합 3위/6팀

### 개요
- 감독 : 백인천

| 이름                                                           | 기록 | 비고 |
| -------------------------------------------------------------- | --- | --- |
| 백인천                                                         | 한일 프로야구 리그에서 모두 선수로 뛰게 된 최초의 인물 | 1962년 한국인 최초로 일본 프로야구 리그에 진출하여 토에이 플라이어스에 입단하여 뛴 적이 있었다. |
| 이승희                                                         | KBO 리그 1차 지명 선수 중 최초로 프로 입단 거부 | 이후 1985년 OB 베어스 입단 |
| 백인천                                                         | KBO 리그 원년 선수 중 최고령 | 유일하게 일제 강점기에 출생 |
| 백인천 정순명                                                  | 이영민 타격상 수상자 중 가장 먼저 KBO 리그 진출 | |
| 조호                                                           | KBO 리그 사상 첫 신인드래프트 지명자 | 1982 신인드래프트 1R 1순위 (구단은 2R부터는 모두 패스했다.) |
| MBC 청룡                                                       | KBO 신인드래프트 사상 첫 패스 | 2R부터 4R까지 모두 패스 |
| MBC 청룡                                                       | KBO 리그 사상 첫 경기 | 3월 27일 (vs 삼성) |
| 전두환                                                         | KBO 리그 사상 첫 시구자 | 3월 27일 (vs 삼성) |
| 이길환                                                         | KBO 리그 사상 첫 등판 투수 KBO 리그 사상 첫 3루타 허용 | 3월 27일 (vs 삼성) |
| 유종겸                                                         | KBO 리그 사상 첫 승리 투수 | 3월 27일 (vs 삼성) |
| 김인식                                                         | 구단 사상 첫 타석 소화 KBO 리그 사상 첫 사구 출루 | 3월 27일 (vs 삼성) |
| 김바위                                                         | KBO 리그 사상 첫 병살타, 실책 | 3월 27일 (vs 삼성) |
| 이종도                                                         | KBO 리그 사상 첫 끝내기 | 3월 27일 (vs 삼성 이선희, 4점 홈런) |
| 김인식                                                         | KBO 리그 사상 첫 단일시즌 100타석 | 5월 20일 (vs 삼미) |
| 김인식                                                         | KBO 리그 사상 첫 단일시즌 100타수 | 5월 26일 (vs 해태) |
| 백인천                                                         | KBO 리그 사상 첫 단일시즌 두 자릿수 2루타 | 6월 5일 (vs 삼미) |
| 유종겸                                                         | KBO 올스타전에 감독 추천으로 이름을 올렸음에도 선발 등판한 최초의 선수                                                                                          | 올스타전 1차전 (당시 올스타전이 총 3경기로 진행되어 3경기에 모두 베스트 10 선정 투수만 선발 등판시키는 것은 다소 무리가 있었기 때문이다. 올스타 베스트 10 투수로 뽑힌 김용남은 2차전에 선발 등판했다.)                                                                                             |
| 이길환                                                         | KBO 올스타전 사상 첫 승리 투수 | 올스타전 1차전 |
| 이광은                                                         | KBO 올스타전 사상 최초 단일 올스타전 도루 실패 2회 | 올스타전 |
| 김용운                                                         | KBO 올스타전 사상 최초 희생플라이 | 올스타전 |
| 유종겸                                                         | KBO 올스타전 사상 최다 투구 | 3경기 155구 |
| 김인식                                                         | KBO 리그 사상 첫 단일시즌 200타석 | 7월 18일 (vs 해태) |
| 김인식                                                         | KBO 리그 사상 첫 단일시즌 10사구 | 8월 1일 (vs 롯데) |
| MBC 청룡                                                       | KBO 리그 사상 첫 서스펜디드 게임 | 8월 5일 (vs 해태) |
| MBC 청룡                                                       | KBO 리그 사상 첫 몰수패 | 8월 26일 (vs 삼성) 4회 말에 몰수 게임이 선언되어 5회를 넘기지 못함에 따라 정식 경기 기준을 성립시키지 못했다. 때문에 개인기록도 모두 무효 처리가 되었는데, 김인식은 이날 경기 포함 시즌 전 경기에 출전했으나, 이날 경기 출전 기록은 무효 처리됨에 따라 1982 시즌 최다 출전 타이틀을 놓치게 되었다. |
| 김인식                                                         | KBO 리그 사상 첫 단일시즌 300타석 | 9월 9일 (vs OB) |
| 백인천                                                         | KBO 리그 사상 첫 단일시즌 고의4구 10개 | 9월 25일 (vs 삼성) |
| 백인천                                                         | KBO 리그 사상 첫 단일시즌 100안타 | 9월 28일 (vs OB) |
| 이해창 김재박                                                  | KBO 리그 사상 첫 자유계약 입단 | 세계야구선수권대회 참가로 인해 입단이 늦어졌다. |
| MBC 청룡                                                       | KBO 리그 사상 최초로 한국시리즈 종료 후 치러진 정규 시즌 경기                                                                                                   | 10월 14일 (vs 삼성) |
| 김시철                                                         | KBO 리그 역대 최초의 용병 투수 KBO 리그 사상 최초의 단일 시즌 0탈삼진 KBO 리그 사상 최초의 단일 시즌 구원등판 0회 KBO 리그 사상 최초의 단일 시즌 마무리등판 0회 | 6월 20일 (vs 롯데), 7월 17일 (vs 삼미) 선발 등판 |
| 김시철                                                         | KBO 리그 용병 투수 단일 시즌 최소 피안타 | 2피안타 |
| 백인천                                                         | KBO 리그 역대 단일 시즌 최고 타율 | 0.412 |
| 백인천                                                         | KBO 리그 역대 단일 시즌 최고 wRC+ | 237.9 |
| 정영기                                                         | 규정 타석 충족 타자 중 KBO 리그 단일 시즌 최소 장타 | 7개 |
| 김재박                                                         | 1982 시즌 무실책 선수 중 유일한 내야수 | 유격수 |
| MBC 청룡                                                       | 투수 전원 WAR 양수 | KBO 리그 역대 최초 |
| 유승안                                                         | KBO 리그 역대 1군 출전 선수 중 첫 목원대학교 출신 타자 | |
| 김인식                                                         | KBO 리그 역대 단일 시즌 삼미 슈퍼스타즈 상대 최다 사구 | 5개 |
| MBC 청룡                                                       | KBO 리그 사상 첫 비공식 시범경기 | 11월 12일 (vs 롯데) |
| 오영일                                                         | KBO 리그 사상 첫 1차 지명 드래프트로 입단 | MBC 청룡과 OB 베어스의 연고지가 겹쳐 총 10명의 선수가 양 팀 모두로부터 1차 지명을 받게 됨에 따라 이들을 대상으로 드래프트가 따로 시행되었다. 여기서 오영일이 1순위로 MBC 청룡에 입단하게 되었다.                                                                                                   |
| 오영일, 신계석, 김정수, 박철영, 김문영, 유성용, 이성수, 편기철 | 구단 사상 첫 1차 지명자 | 1983 신인드래프트 |
| MBC 청룡                                                       | KBO 리그 사상 최초로 1차 지명에서 전포지션(투수, 포수, 내야수, 외야수) 선수 지명                                                                                | 1983 신인드래프트 1차 지명 |
| 최홍석                                                         | KBO 리그 사상 첫 지명권 양도 계약 | MBC 청룡 -> 삼미 슈퍼스타즈 입단 |

### 타이틀
- 베스트 10: 이광은 (3루수), 이종도 (좌익수), 백인천 (지명타자)
- KBO 골든글러브: 김용운 (포수), 김용달 (1루수)
- 올스타 선발: 유승안 (포수), 김인식 (2루수), 정영기 (유격수), 이광은 (3루수), 이종도 (외야수), 백인천 (지명타자)
- 올스타전 추천선수: 이길환, 하기룡, 유종겸, 정순명, 김용운, 김용달
- 한미친선프로야구대회 올스타: 하기룡, 이광은, 김재박, 이종도, 백인천
- 컴투스프로야구 80년대 올스타: 백인천 (지명타자)
- 컴투스프로야구 80년대 MBC 청룡 라인업: 하기룡 (선발투수), 차준섭 (중계투수), 김용달 (포수), 백인천 (좌익수), 이종도 (우익수)
- 컴투스프로야구 KBO 원년 라인업: 하기룡 (선발투수), 유종겸 (선발투수), 김인식 (2루수), 백인천 (좌익수), 이종도 (우익수)
- 컴투스프로야구 선정 프로야구 초창기 대기록 라인업: 백인천
- 타자 WAR: 백인천 (5.75)
- 공격 WAR: 백인천 (6.46)
- 타석: 김인식 (355)
- 실질타석: 김인식 (344)
- 득점: 백인천 (55)
- 안타: 백인천 (103)
- 2루타: 백인천 (23)
- 루타: 백인천 (185)
- 사구: 김인식 (18)
- 고의4구: 백인천 (10)
- 타율: 백인천 (0.412)
- 출루율: 백인천 (0.497)
- 장타율: 백인천 (0.470)
- OPS: 백인천 (1.237)
- 타격 WAA: 백인천 (4.95)
- 대체 Win: 김인식 (0.16)
- 선발 GSC: 하기룡 (7월 11일 해태전, 91)

### 선수단
- 선발투수 : 이길환, 이광권, 정순명, 김시철
- 구원투수 : 유종겸, 박석채
- 마무리투수 : 하기룡, 차준섭
- 포수 : 유승안, 김용운, 최정기
- 1루수 : 김용달, 김바위, 조호
- 2루수 : 김인식, 박재천
- 유격수 : 정영기, 김재박
- 3루수 : 이광은
- 좌익수 : 이종도, 김봉기, 배수희
- 중견수 : 신언호, 최정우
- 우익수 : 송영운
- 지명타자 : 백인천

## 1983년
- 전기 3위, 후기 1위, 통합 2위/6팀
- 한국시리즈(vs 해태) : 1무 4패 (패)

### 개요
- 감독 : 백인천 》 대행 유백만 》 대행 한동화 》 김동엽
- 코치 : 류영수, 유백만, 한동화
- 팀이 LG 트윈스로 바뀌기 이전까지 포스트시즌에 진출한 유일한 시즌이다.
- 김바위는 원래 이름이 김용윤이었으나, 같은 팀 동료인 김용운과의 혼동을 피하기 위해 김바위로 개명하여 KBO 리그 역대 최초로 개명한 선수가 되었다.
- 투수 이동한은 구단 사상 처음으로 신고선수로 입단했다.
- 신계석은 6월 25일 삼미 슈퍼스타즈와의 경기에 선발 등판한 것이 커리어 사상 유일한 등판 기록이다. 이에 따라 신계석은 KBO 리그 사상 최초의 단일 시즌 1경기 등판 투수이자 통산 1경기 등판 투수가 되었다.
- 6월 27일에 정영기를 롯데 자이언츠로 보내고 차동열을 받는, KBO 리그 역대 최초의 선수 대 선수 트레이드를 진행했다. 참고로 이는 MBC 청룡의 첫 트레이드였다.
- 하기룡은 KBO 올스타전 사상 최초로 3루타를 맞았다.
- 8월 23일 OB 베어스와의 경기는 0대 0으로 끝나 KBO 리그 사상 최초의 무득점 무승부로 기록되었다.
- 이해창은 9월 18일 OB 베어스와의 경기에서 KBO 리그 사상 최초로 단일 시즌 400타석을 달성했다.
- 차준섭은 이 시즌 구원으로만 등판하여 1982년 원래 야수지만 투수로 단 1경기에 등판했던 송진호를 제외하고 KBO 리그 역대 최초로 단일 시즌 선발 등판 0회를 기록했다.
- 이원국은 멕시코 프로야구 리그에서 뛰다가 1983 시즌에 MBC 청룡에 입단하여 역대 최초로 KBO 리그와 멕시코 프로야구 리그를 모두 경험한 선수가 되었다.
- 하기룡은 삼미 슈퍼스타즈의 장명부와 함께 KBO 리그 사상 최초로 통산 투수 WAR 10을 넘긴 투수가 되었다.
- 김인식은 병살타를 1개도 치지 않아 KBO 리그 역대 규정 타석을 채운 타자 중 2번째로 단일 시즌 무병살타를 달성했다.
- 김인식은 타석 당 볼넷 비율 2.6%로 규정 타석을 채운 타자 중 KBO 리그 역대 단일 시즌 최저 기록을 세웠다.
- 조호는 이 시즌 삼미 슈퍼스타즈 상대로 2타수 2안타를 기록하여 KBO 리그 역대 단일 시즌 삼미 슈퍼스타즈 상대 최고 타율, 출루율 기록을 세웠다.
- 이길환은 이 시즌 KBO 리그 역대 단일 시즌 삼미 슈퍼스타즈 상대 최다 투구(1400), 최다 이닝(98.1), 최다 승리(9), 최다 타자 상대(376), 최다 타수 상대(346), 최다 피안타(75), 최다 피2루타(13) 기록을 세웠다.
- 한국시리즈는 김동엽 감독 체제 하에서 치렀고, 김동엽 감독이 포스트시즌에 진출한 것은 이 시즌이 유일하다. 그러나 해태 타이거즈를 상대로 1무 4패를 기록하여 김동엽 감독은 감독 통산 포스트시즌 승률 0.000을 기록한 KBO 리그 역대 최초의 감독이 되었다.
- 팀은 정규시즌 성적이 한국시리즈 상대인 해태 타이거즈보다 좋았음에도 우승을 내줌에 따라 KBO 리그 정규시즌 성적이 더 좋은 팀이 우승을 내준 최초의 사례로 남게 되었다. 다만 해태 타이거즈도 엄연히 전기리그 1위 자격으로 한국시리즈에 직행했기 때문에 이는 업셋으로 인정되지 않는다.
- 이길환은 승률 0.682로 승률왕에 올라 KBO 리그 역대 최저 승률 승률왕으로 남아있다.

### 타이틀
- 베스트 10: 김인식 (2루수), 김재박 (유격수)
- KBO 골든글러브: 김재박 (유격수)
- 올스타 선발: 김인식 (2루수), 김재박 (유격수), 이광은 (3루수), 이해창 (외야수)
- 올스타전 추천선수: 하기룡, 이길환, 오영일, 김용운, 이종도
- 컴투스프로야구 80년대 MBC 청룡 라인업: 오영일 (선발투수), 이길환 (선발투수), 이해창 (중견수)
- 출장(타자): 김인식, 이해창 (100)
- 타석: 이해창 (444)
- 실질타석: 이해창 (439)
- 타수: 이해창 (388)
- 득점: 이해창 (65)
- 2루타: 이종도 (25)
- 사구: 김인식 (13)
- 희생플라이: 이해창, 김정수 (6)
- 평균자책점: 하기룡 (2.34)
- 승률: 이길환 (0.682)

### 선수단
- 선발투수 : 이길환, 이광권, 정순명, 신계석, 이원국
- 구원투수 : 박석채, 차준섭
- 마무리투수 : 하기룡, 유종겸, 오영일
- 포수 : 유승안, 박철영, 최정기, 차동열, 김용운
- 1루수 : 김정수, 김바위
- 2루수 : 김인식, 조호
- 유격수 : 김재박, 정영기
- 3루수 : 이광은, 유성룡, 김용달
- 좌익수 : 이종도
- 중견수 : 이해창, 김봉기, 최정우, 김문영
- 우익수 : 신언호
- 지명타자 : 송영운, 이성수

## 1984년
- 전기 3위, 후기 4위, 통합 4위/6팀

### 개요
- 감독 : 어우홍
- 팀은 구단 사상 최초로 시범경기 1위를 차지했다.
- 오영일은 5월 1일 해태 타이거즈와의 경기에서 9이닝 9실점으로 KBO 리그 역대 최다 실점 완투승을 기록했다.
- 김인식은 KBO 리그 사상 최초로 통산 1000타수를 달성했다.
- 신언호는 당시 규정 타석을 채운 야수 중 유일하게 WAR 음수를 기록했다.
- 1985 신인 드래프트 2차 지명에는 MBC 청룡과 OB 베어스만 참가하여 KBO 리그 역대 가장 적은 팀이 참가한 2차 지명이 되었다.

### 타이틀
- KBO 골든글러브: 김재박 (유격수), 이광은 (3루수)
- 올스타 선발: 하기룡 (투수), 김상훈 (1루수), 김재박 (유격수), 이광은 (3루수), 이해창 (외야수)
- 올스타전 추천선수: 오영일, 김용운, 김인식, 신언호
- 컴투스프로야구 80년대 MBC 청룡 라인업: 이광은 (3루수)
- 완봉: 하기룡 (3)
- 수비 WAR: 김재박 (0.84)
- 출장(타자): 이해창, 신언호, 김인식 (100)
- 타석: 김인식 (432)
- 실질타석: 이해창 (426)
- 타수: 김인식 (387)
- 득점: 이해창 (62)
- 3루타: 김인식 (8)
- 도루: 이해창 (36)
- 승리타점: 이광은 (11)

### 선수단
- 선발투수 : 오영일, 김봉근, 하기룡, 이광권, 정순명, 이길환
- 구원투수 : -
- 마무리투수 : 유종겸
- 포수 : 차동열, 박철영, 김용운
- 1루수 : 김경표, 김상훈
- 2루수 : 김인식, 김바위
- 유격수 : 김재박
- 3루수 : 이광은, 김용달, 유성룡
- 좌익수 : 김정수, 유제룡
- 중견수 : 이해창, 송영운, 김봉기, 김영균, 최정우
- 우익수 : 신언호, 김문영
- 지명타자 : 이종도, 이성수

## 1985년
- 전기 5위, 후기 6위, 통합 5위/6팀

### 개요
- 감독 : 어우홍 》 김동엽
- 구단을 문화방송이 직접 운영하다가 이 시즌부터 (주)MBC청룡으로 독립 법인화되었다.
- 하기룡은 올스타전에서 패전 투수가 되어 KBO 올스타전 사상 통산 최다패(3) 투수가 되었다.
- 차준섭은 이 시즌에 3차례 등판했으나 한 번도 볼넷을 허용하지 않아 KBO 리그 역대 최초의 단일 시즌 무볼넷, 무사사구 투수가 되었다.
- 7월 16일 OB 베어스와의 경기에서 팀은 몰수 승을 거두었다.
- 유격수 김재박은 7월 27일 삼성 라이온즈와의 경기에 투수로 등판하여 한 타자만 상대하여 이닝을 끝냈다. 그리고 바로 다음 타석에서 끝내기를 쳐 승리투수가 되었다. 이후 투수로는 추가 등판 없이 은퇴하여 KBO 리그 사상 최초로 통산 평균자책점 0을 기록한 선수가 되었으며, KBO 리그 사상 최초로 단일 시즌 WHIP 0을 기록했다.
- 신언호는 WAR -1.80으로 규정 타석을 채운 선수 중 KBO 리그 역대 단일 시즌 최저 WAR을 기록한 타자가 되었다. 또한 KBO 리그 사상 처음으로 단일 시즌 WAR이 -1보다 낮은 야수가 되었으며, 구단 사상 단일 시즌 최저 WAR을 기록했다.
- 정삼흠은 이 시즌 3차례 완봉했음에도 9승에 그쳐 KBO 리그 단일 시즌 10승 실패 투수 중 최다 완봉 기록을 세웠다.
- 김용수는 훗날 영구결번 선수가 되는데, LG 트윈스로 팀명이 바뀌기 이전 MBC 청룡 소속이었던 선수 중 등번호가 영구결번이 된 사례는 김용수가 유일하다.

### 타이틀
- KBO 골든글러브: 김재박 (유격수), 이광은 (외야수)
- 올스타 선발: 김재박 (유격수), 김인식 (3루수), 이광은 (외야수)
- 올스타전 추천선수: 정삼흠, 이선희, 유종겸, 하기룡, 심재원, 신언호
- 컴투스프로야구 80년대 올스타: 김재박 (유격수)
- 컴투스프로야구 80년대 MBC 청룡 라인업: 이선희 (선발투수), 김상훈 (1루수), 김인식 (2루수), 김재박 (유격수)
- 수비 WAR: 김재박 (1.63)
- 출장(타자): 김인식 (110)
- 타수: 김인식 (404)
- 도루: 김재박 (50)

### 선수단
- 선발투수 : 이선희, 김봉근, 이길환, 정순명
- 구원투수 : 차준섭
- 마무리투수 : 정삼흠, 유종겸, 하기룡, 오영일, 김용수, 이광권
- 포수 : 차동열, 심재원, 박철영
- 1루수 : 김상훈, 김경표, 유지홍
- 2루수 : 김인식, 유고웅
- 유격수 : 김재박
- 3루수 : 김정수[1], 유성룡
- 좌익수 : 이광은, 윤덕규
- 중견수 : 박흥식, 김봉기, 김영균
- 우익수 : 김문영, 안언학[2], 최홍석, 신언호
- 지명타자 : 송영운, 김용달

## 1986년
- 전기 4위, 후기 3위, 통합 4위/7팀

### 개요
- 감독 : 김동엽
- 역대 포스트시즌 진출 실패 팀 중 최고 승률 기록 (0.590)
- 유고웅은 이 시즌에 KBO 리그 용병 선수 중 최초로 그라운드 홈런을 쳤다.
- 이광은은 앞서 1982년 올스타전 당시 2번의 도루 시도가 모두 실패로 돌아갔었으나, 이 시즌 올스타전에서는 3번의 도루 시도를 모두 성공시켰다.
- 김용수는 이 시즌 구원으로만 164이닝을 던져 KBO 리그 역대 단일 시즌 최다 구원 이닝 소화 기록을 세웠다.
- 김건우는 WAR 6.81로, 팀이 LG 트윈스로 바뀌기 전까지 구단 사상 단일 시즌 최고 WAR 기록 보유자였다.
- 김성수는 이 시즌 1군에 데뷔하여 KBO 리그 역대 1군 출전 선수 중 첫 인천쳬육대학교 출신 타자가 되었다.
- 김상훈은 이 시즌 KBO 리그 역대 단일 시즌 청보 핀토스 상대 최다 3루타(4) 기록을 세웠다.
- 김건우는 구단 사상 첫 KBO 신인상 수상자가 되었다.
- 정순명은 이 시즌을 끝으로 은퇴하여 역대 이영민 타격상 수상자 중 첫 원클럽맨으로 남게 되었다.
- 김정수가 11월 3일 예비군 훈련을 마치고 귀가하는 도중 시내버스와 충돌하여 사망하는 일이 있었다. 동승했던 안언학과 김경표 역시 중상을 입었다. 이 중 김경표는 1990년에 다시 교통사고를 당해 사망했다.

### 타이틀
- KBO 골든글러브: 김재박 (유격수), 이광은 (외야수)
- KBO 신인왕: 김건우
- 올스타 선발: 김인식 (2루수), 김재박 (유격수), 이광은 (외야수)
- 올스타전 추천선수: 김용수, 박흥식
- 컴투스프로야구 KBO 베스트 라인업: 김용수 (마무리투수)
- 컴투스프로야구 80년대 올스타: 김용수 (마무리투수)
- 컴투스프로야구 80년대 MBC 청룡 라인업: 김건우 (선발투수), 김태원 (중계투수), 정삼흠 (중계투수)
- 타자 WAR: 이광은 (5.48)
- 공격 WAR: 이광은 (5.75)
- 출장(타자): 김인식 (108)
- 타석: 이광은 (467)
- 실질타석: 이광은 (462)
- 타수: 이광은 (408)
- 득점: 김재박 (67)
- 안타: 이광은 (124)
- 3루타: 김상훈 (8)
- 사구: 박흥식 (10)
- 출장(투수): 김용수 (60)
- 구원등판: 김용수 (57)
- 마무리등판: 김용수 (53)
- 세이브포인트: 김용수 (35)
- 세이브: 김용수 (26)

### 선수단
- 선발투수 : 김건우, 오영일, 정삼흠
- 구원투수 : 유종겸, 하기룡, 이길환, 이선희
- 마무리투수 : 김용수, 김태원, 예병준
- 포수 : 차동열, 심재원, 박철영, 서효인
- 1루수 : 김상훈, 유지홍
- 2루수 : 김용달, 김경표
- 유격수 : 김재박, 민경삼
- 3루수 : 김인식, 안언학
- 좌익수 : 이광은, 윤덕규
- 중견수 : 박흥식, 신언호, 김봉기
- 우익수 : 최홍석, 송영운, 김우근
- 지명타자 : 유고웅, 유제룡, 김문영, 김성수

## 1987년
- 전기 5위, 후기 4위, 통합 5위/7팀

### 개요
- 감독 : 김동엽 》 대행 유백만
- MBC 청룡은 이 시즌에 2군을 창설했다.
- 9월 5일과 7일 해태 타이거즈와의 경기는 모두 무승부로 끝났는데, 이는 KBO 리그 사상 최초의 연속 경기 동일 대진 무승부다.
- 정삼흠은 이 시즌 3차례 완봉했음에도 6승에 그쳐 KBO 리그 단일 시즌 10승 실패 투수 중 최다 완봉 기록을 세웠다.
- 박흥식은 이 시즌 KBO 리그 역대 단일 시즌 청보 핀토스 상대 최다 3루타(4) 기록을 세웠다.

### 타이틀
- KBO 골든글러브: 이광은 (외야수)
- 올스타 선발: 김인식 (2루수), 김재박 (유격수), 이광은 (외야수)
- 올스타전 추천선수: 김용수
- 컴투스프로야구 80년대 MBC 청룡 라인업: 김용수 (마무리투수)
- 출장(타자): 김인식, 이광은, 김상훈 (108)
- 득점: 이광은 (66)
- 3루타: 박흥식 (9)
- 사구: 이광은 (10)
- 고의4구: 이광은 (7)
- 출장(투수): 김용수 (52)
- 구원등판: 김용수 (51)
- 마무리등판: 김용수 (50)
- 세이브 포인트: 김용수 (33)
- 세이브: 김용수 (24)

### 선수단
- 선발투수 : 정삼흠, 김건우, 유종겸, 오영일, 이선희
- 구원투수 : -
- 마무리투수 : 김용수, 하기룡, 이길환, 예병준, 김태원
- 포수 : 심재원, 박철영, 서효인, 차동열
- 1루수 : 김상훈, 유지홍, 유고웅
- 2루수 : 김용달, 김경표, 김영직
- 유격수 : 김재박, 민경삼
- 3루수 : 김인식
- 좌익수 : 이광은
- 중견수 : 박흥식, 송영운
- 우익수 : 최홍석, 김우근, 김봉기, 신언호
- 지명타자 : 윤덕규, 황윤태, 김성수, 정태관, 김문영

## 1988년
- 전기 7위, 후기 공동5위, 통합 6위/7팀

### 개요
- 감독 : 유백만
- 팀은 폭투 9회로 역대 단일 시즌 최소 폭투 기록을 세웠다.
- 김재박은 99경기에 출전하여 수비 WAR 1.56으로 KBO 리그 역대 단일 시즌 100경기 미만 출전 타자 중 최고 기록을 세웠다.
- 김상훈은 이 시즌 춘천 야구장에서 1타수 1안타를 기록해 유일하게 타율 1.000을 달성했다.
- 정석진 응원단장은 이 시즌 개막전부터 응원단장 일을 하다가, 이후 1993년부터 정식으로 구단 1대 응원단장으로 활동하게 되었다.
- 신언호는 당시 규정 타석을 채운 야수 중 유일하게 WAR 음수를 기록했다.
- 정삼흠은 당시 완봉을 기록한 적이 있었음에도 규정 이닝 충족 투수 중 유일하게 음수 WAR을 기록했다. 이로써 KBO 리그 역대 단일 시즌 완봉 경험 투수 중 최저 WAR 기록을 세웠다.
- 1986년 수석코치로 MBC 복귀했으나[3]  다음 해인 1987년 2군 코치로 자리를 옮겼지만[4]  김동엽 감독 중도하차 후 같은 해  후기리그 때 감독대행을 맡았던[5]  유백만이 1987년 11월 17일 정식 감독으로 승격하여[6] 최초 순수 한국인 투수 출신 정식 감독이 됐다.
- 김문영은 이 시즌을 끝으로 은퇴하여 MBC 청룡 사상 통산 최저 WAR(-1.90) 기록을 세웠다.

### 타이틀
- KBO 신인상: 이용철
- 올스타 선발: 김재박 (유격수)
- 올스타전 추천선수: 오영일, 심재원
- 컴투스프로야구 내일은 신인왕 라인업: 이용철 (중계투수)
- 컴투스프로야구 80년대 MBC 청룡 라인업: 문병권 (중계투수)
- 수비 WAR: 김재박 (1.56)
- 타수: 김재박 (409)
- 3루타: 윤덕규 (5)
- 타율: 김상훈 (0.354)

### 선수단
- 선발투수 : 이용철, 오영일, 이길환, 예병준, 유종겸, 정삼흠
- 구원투수 : -
- 마무리투수 : 문병권, 김용수, 이국성
- 포수 : 박철영, 차동열, 심재원, 서효인
- 1루수 : 김상훈, 유지홍, 김인식
- 2루수 : 유고웅, 김경표, 김용달
- 유격수 : 김재박, 민경삼, 황윤태
- 3루수 : 김상호
- 좌익수 : 윤덕규
- 중견수 : 박흥식, 신언호
- 우익수 : 조상헌, 송영운, 최홍석, 김영직
- 지명타자 : 이광은, 강병선, 김성수, 양현기, 유광진, 김문영, 정태관

## 1989년
- 정규 6위/7팀

### 개요
- 감독 : 배성서
- 오영일은 이 시즌에 구단 사상 최초로 MBC 청룡 소속으로 통산 1000이닝을 달성했다.
- 김재박은 이 시즌에 구단 사상 최초로 MBC 청룡 소속으로 통산 3000타석을 달성했다.
- 김용수는 9월 30일 롯데 자이언츠와의 경기에서 MBC 청룡의 마지막 세이브를 올렸다.
- 이용철은 10월 3일 삼성 라이온즈와의 경기에서 MBC 청룡의 마지막 승리투수가 되었다.
- MBC 청룡이라는 팀명으로 치러진 마지막 경기는 10월 4일 롯데 자이언츠와의 경기였다. 이날 선발 등판한 정삼흠이 MBC 청룡의 마지막 패전투수가 되었으며, 김태원이 마지막 등판 투수가 되었다. 마지막으로 타석을 소화한 선수는 7번 타자 박성훈이었다.
- 투수 김건우는 이 시즌 타자로도 10경기에 출전해 35타석 34타수 5안타 수비 WAR 0.09를 기록하여 KBO 리그 역대 주포지션이 투수인 선수 중 단일 시즌에 타자로 최다 출전, 최다 타석, 최다 타수, 최다 안타, 최고 수비 WAR을 기록한 선수가 되었다. 그러나 타자 WAR은 -0.26으로 역대 최저였다.
- 노찬엽은 BB/K 3.79를 기록하여 KBO 리그 사상 단일 시즌에 삼진 대비 볼넷을 가장 많이 얻어낸 선수가 되었다.
- 이용철은 당시 규정 이닝 충족 투수 중 유일하게 음수 WAR을 기록했다.
- 팀이 동대문야구장을 홈구장으로 사용한 마지막 시즌이다.
- 김재박은 이 시즌까지 누적 WAR 28.28로 MBC 청룡 사상 통산 최고 WAR 기록을 세웠다.

### 타이틀
- KBO 골든글러브: 김재박 (유격수)
- 올스타 선발: 김재박 (유격수)
- 올스타전 추천선수: 김용수, 이광은, 김상호
- 컴투스프로야구 80년대 MBC 청룡 라인업: 이국성 (중계투수), 김동재 (지명타자)
- 3루타: 노찬엽 (6)
- 희생플라이: 노찬엽 (8)
- 출장(투수): 김용수 (47)
- 구원등판: 김용수 (46)
- 마무리등판: 김용수 (39)
- 세이브포인트: 김용수 (27)
- 세이브: 김용수 (22)

### 선수단
- 선발투수 : 김태원, 김기범, 이길환, 오영일, 이용철
- 구원투수 : 유종겸, 김건우, 이국성, 최준호, 하기룡, 예병준
- 마무리투수 : 김용수, 정삼흠, 한명수, 이재홍, 문병권, 김덕근
- 포수 : 서효인, 차동열, 김진우, 심재원
- 1루수 : 최훈재, 유지홍
- 2루수 : 김동재, 나웅, 김경표
- 유격수 : 김재박, 민경삼, 박성훈
- 3루수 : 김상훈
- 좌익수 : 노찬엽, 신언호
- 중견수 : 윤덕규, 박흥식
- 우익수 : 김상호, 김영직
- 지명타자 : 이광은, 김기홍, 이승범, 황윤태, 조상헌, 김성수

## 시즌별 선수
| 이름     | 국적     | 포지션 | 년도      |
| -------- | -------- | ------ | --------- |
| 김건우   | 대한민국 | 투수   | 1986-1989 |
| 김기범   | 대한민국 | 투수   | 1989      |
| 김덕근   | 대한민국 | 투수   | 1989      |
| 김봉근   | 대한민국 | 투수   | 1984-1985 |
| 김성원   | 대한민국 | 투수   | 1989      |
| 김시철   | 대한민국 | 투수   | 1982      |
| 김용수   | 대한민국 | 투수   | 1985-1989 |
| 김종철   | 대한민국 | 투수   | 1989      |
| 김태원   | 대한민국 | 투수   | 1986-1989 |
| 문병권   | 대한민국 | 투수   | 1988-1989 |
| 박석채   | 대한민국 | 투수   | 1982-1983 |
| 신계석   | 대한민국 | 투수   | 1983      |
| 예병준   | 대한민국 | 투수   | 1985-1989 |
| 오영일   | 대한민국 | 투수   | 1983-1989 |
| 유종겸   | 대한민국 | 투수   | 1982-1989 |
| 이국성   | 대한민국 | 투수   | 1988-1989 |
| 이광권   | 대한민국 | 투수   | 1982-1985 |
| 이길환   | 대한민국 | 투수   | 1982-1989 |
| 이동한   | 대한민국 | 투수   | 1983      |
| 이바오로 | 대한민국 | 투수   | 1986-1989 |
| 이선희   | 대한민국 | 투수   | 1985-1987 |
| 이승배   | 대한민국 | 투수   | 1988-1989 |
| 이용철   | 대한민국 | 투수   | 1988-1989 |
| 이원국   | 대한민국 | 투수   | 1983-1984 |
| 이재홍   | 대한민국 | 투수   | 1989      |
| 전태건   | 대한민국 | 투수   | 1989      |
| 정삼흠   | 대한민국 | 투수   | 1985-1989 |
| 정순명   | 대한민국 | 투수   | 1982-1986 |
| 차준섭   | 대한민국 | 투수   | 1982-1988 |
| 최준호   | 대한민국 | 투수   | 1989      |
| 편기철   | 대한민국 | 투수   | 1983-1985 |
| 하기룡   | 대한민국 | 투수   | 1982-1989 |
| 한명수   | 대한민국 | 투수   | 1989      |

| 이름   | 국적     | 포지션 | 년도      |
| ------ | -------- | ------ | --------- |
| 강정학 | 대한민국 | 포수   | 1989      |
| 김용운 | 대한민국 | 포수   | 1982-1984 |
| 김진우 | 대한민국 | 포수   | 1989      |
| 박철영 | 대한민국 | 포수   | 1983-1989 |
| 서효인 | 대한민국 | 포수   | 1986-1989 |
| 신언호 | 대한민국 | 포수   | 1982-1989 |
| 심재원 | 대한민국 | 포수   | 1985-1989 |
| 양현기 | 대한민국 | 포수   | 1988      |
| 유승안 | 대한민국 | 포수   | 1982-1983 |
| 차동열 | 대한민국 | 포수   | 1983-1989 |
| 최정기 | 대한민국 | 포수   | 1982-1983 |

| 이름   | 국적     | 포지션 | 년도      |
| ------ | -------- | ------ | --------- |
| 곽승훈 | 대한민국 | 내야수 | 1985      |
| 김경표 | 대한민국 | 내야수 | 1984-1989 |
| 김기홍 | 대한민국 | 내야수 | 1989      |
| 김동재 | 대한민국 | 내야수 | 1989      |
| 김바위 | 대한민국 | 내야수 | 1982-1984 |
| 김정수 | 대한민국 | 내야수 | 1983-1985 |
| 김용달 | 대한민국 | 내야수 | 1982-1988 |
| 김상훈 | 대한민국 | 내야수 | 1984-1989 |
| 김인식 | 대한민국 | 내야수 | 1982-1988 |
| 김재박 | 대한민국 | 내야수 | 1982-1989 |
| 나웅   | 대한민국 | 내야수 | 1989      |
| 민경삼 | 대한민국 | 내야수 | 1986-1989 |
| 박성훈 | 대한민국 | 내야수 | 1989      |
| 박재천 | 대한민국 | 내야수 | 1982      |
| 안언학 | 대한민국 | 내야수 | 1985-1988 |
| 유고웅 | 일본     | 내야수 | 1985-1988 |
| 유광진 | 대한민국 | 내야수 | 1988      |
| 유성룡 | 대한민국 | 내야수 | 1983-1985 |
| 유지홍 | 대한민국 | 내야수 | 1985-1989 |
| 윤희정 | 대한민국 | 내야수 | 1987      |
| 이광은 | 대한민국 | 내야수 | 1982-1989 |
| 이승범 | 대한민국 | 내야수 | 1989      |
| 이창환 | 대한민국 | 내야수 | 1988      |
| 정영기 | 대한민국 | 내야수 | 1982      |
| 조상헌 | 대한민국 | 내야수 | 1988-1989 |
| 조호   | 대한민국 | 내야수 | 1982-1984 |

| 이름   | 국적     | 포지션 | 년도      |
| ------ | -------- | ------ | --------- |
| 강병선 | 대한민국 | 외야수 | 1988      |
| 김문영 | 대한민국 | 외야수 | 1983-1988 |
| 김봉기 | 대한민국 | 외야수 | 1982-1987 |
| 김상호 | 대한민국 | 외야수 | 1988-1989 |
| 김성수 | 대한민국 | 외야수 | 1986-1989 |
| 김영균 | 대한민국 | 외야수 | 1984-1985 |
| 김영직 | 대한민국 | 외야수 | 1987-1989 |
| 김우근 | 대한민국 | 외야수 | 1986-1987 |
| 노찬엽 | 대한민국 | 외야수 | 1989      |
| 박흥식 | 대한민국 | 외야수 | 1985-1989 |
| 배수희 | 대한민국 | 외야수 | 1982      |
| 백인천 | 대한민국 | 외야수 | 1982-1983 |
| 송영운 | 대한민국 | 외야수 | 1982-1989 |
| 신언호 | 대한민국 | 외야수 | 1982-1989 |
| 유제룡 | 대한민국 | 외야수 | 1984-1986 |
| 윤덕규 | 대한민국 | 외야수 | 1985-1989 |
| 이성수 | 대한민국 | 외야수 | 1983-1985 |
| 이종도 | 대한민국 | 외야수 | 1982-1984 |
| 이해창 | 대한민국 | 외야수 | 1983-1984 |
| 정태관 | 대한민국 | 외야수 | 1987-1988 |
| 최정우 | 대한민국 | 외야수 | 1982-1984 |
| 최홍석 | 대한민국 | 외야수 | 1985-1988 |
| 최훈재 | 대한민국 | 외야수 | 1989      |
| 황윤태 | 대한민국 | 외야수 | 1987-1989 |

## 역대 신인드래프트

### 첫 지명 선수
| 연도 | 선수   | 포지션 | MBC(LG) 소속 성적                                       |
| ---- | ------ | ------ | ------------------------------------------------------- |
| 1982 | 조호   | 내야수 | 2시즌 57G 14안타 .233 .347 .267                         |
| 1983 | 오영일 | 투수   | 7시즌 211G 1034.1이닝 62승 64패 10세이브 3.47           |
| 1984 | 김봉근 | 투수   | 2시즌 53G 284.2이닝 11승 14패 2.85                      |
| 1985 | 안언학 | 내야수 | 2시즌 126G 53안타 22볼넷 .199 .272 .244                 |
| 1986 | 김건우 | 투수   | 8시즌 244G 485.2이닝 36승 19패 2.72                     |
| 1987 | 노찬엽 | 외야수 | 9시즌 884G 778안타 43홈런 59도루 328볼넷 .279 .356 .396 |
| 1988 | 이국성 | 투수   | 2시즌 62G 177.1이닝 6승 11패 4.42                       |
| 1989 | 김기범 | 투수   | 11시즌 391G 1055.2이닝 62승 61패 3.52                   |
| 1990 | 김동수 | 포수   | 10시즌 1090G 916안타 135홈런 .264 .350 .443             |

### 마지막 지명 선수
| 연도 | 선수   | 포지션 | MBC(LG) 소속 성적                |
| ---- | ------ | ------ | -------------------------------- |
| 1982 | 조호   | 내야수 | 2시즌 57G 14안타 .233 .347 .267  |
| 1983 | 김문영 | 외야수 | 6시즌 192G 53안타 .187 .233 .233 |
| 1983 | 유성룡 | 내야수 | 3시즌 38G 16안타 .242 .271 .258  |
| 1983 | 이성수 | 외야수 | 2시즌 11G 1안타 .077 .077 .077   |
| 1983 | 이승희 | 내야수 | 지명권 포기로 입단 X             |
| 1983 | 최홍석 | 외야수 | 지명 후 지명권 양도로 삼미 입단  |
| 1983 | 편기철 | 투수   | 1군 출전 X                       |
| 1984 | 김주일 | 내야수 | 지명권 포기로 입단 X             |
| 1984 | 정선채 | 외야수 | 지명권 포기로 입단 X             |
| 1985 | 곽승훈 | 내야수 | 1군 출전 X                       |
| 1986 | 김성수 | 외야수 | 4시즌 43G 7안타 .143 .192 .184   |
| 1987 | 최낙기 | 포수   | 지명권 포기로 입단 X             |
| 1988 | 조상헌 | 내야수 | 2시즌 30G 11안타 .212 .226 .250  |
| 1989 | 최준호 | 투수   | 1시즌 4G 9.1이닝 2.89            |
| 1990 | 박종욱 | 외야수 | 지명권 포기로 입단 X             |

## 같이 보기
- 1982년–1985년 삼미 슈퍼스타즈 시즌
- 1985년–1987년 청보 핀토스 시즌
- 1986년–1993년 빙그레 이글스 시즌